# Neodexiopsis legitima
Neodexiopsis legitima är en tvåvingeart som beskrevs av Costacurta, Couri och Carvalho 2005. Neodexiopsis legitima ingår i släktet Neodexiopsis och familjen husflugor. Inga underarter finns listade i Catalogue of Life.